# Lijst van voetbalinterlands Angola - Swaziland (vrouwen)
Deze lijst van voetbalinterlands is een overzicht van alle officiële voetbalinterlands tussen de nationale vrouwenteams van Angola en Swaziland. De landen hebben tot nu toe drie keer tegen elkaar gespeeld.

## Wedstrijden
| № | Plaats         | Datum           | Competitie              | Wedstrijd          | Uitslag |
| - | -------------- | --------------- | ----------------------- | ------------------ | ------- |
| 1 | Malanje        | 4 mei 2008      | Vriendschappelijk       | Angola − Swaziland | 2 − 0   |
| 2 | iBhayi         | 3 augustus 2019 | COSAFA Women's Cup 2019 | Angola − Swaziland | 0 − 4   |
| 3 | Port Elizabeth | 9 november 2020 | COSAFA Women's Cup 2020 | Angola − Swaziland | 4 − 3   |

## Samenvatting
| Competitie         | Totaal gespeeld | Winst Angola | Gelijk | Winst Swaziland | Doelsaldo Angola – Swaziland |
| ------------------ | --------------- | ------------ | ------ | --------------- | ---------------------------- |
| COSAFA Women's Cup | 2               | 1            | 0      | 1               | 4 − 7                        |
| Vriendschappelijk  | 1               | 1            | 0      | 0               | 2 − 0                        |
| Totaal             | 3               | 2            | 0      | 1               | 6 − 7                        |